# Aérodrome de Nosara
L'aérodrome de Nosara (code IATA : NOB • code OACI : MRNS) est un aéroport qui dessert Nosara, dans la province du  Guanacaste, au Costa Rica. L'aéroport est à environ 15 minutes des plages de Nosara, la principale attraction touristique de la région. L'aéroport est détenu et géré par la Direction Générale de l'Aviation Civile.
Cet aéroport est desservi par des vols intérieurs quotidiens avec des services réguliers à partir de la capitale du pays, San José.
En 2014, 7350 passagers ont transité par l'aéroport.

## Situation
| \| 50 km1:1 721 000 \| Bahia Drake Barra del Colorado Coto 47 Golfito Nosara Palmar Sur Puerto Jiménez Punta Islita Quépos San Isidro de El General Tamarindo Tambor Tortuguero Libéria San José T. Bolaños Limón San José-J.-Santamaría |
| 50 km1:1 721 000 |

## Statistiques Passagers
Ces données montrent que le nombre de mouvements de passagers dans l'aéroport, selon la Direction Générale de l'Aviation Civile du Costa Rica'Annuaires Statistiques.